# Ranunculus pawlowskii
Ranunculus pawlowskii — вид квіткових рослин з родини жовтецевих (Ranunculaceae).

## Поширення
Росте в Україні, Росії, Білорусі, Польщі, Балтійських країнах.